# Насакин, Иван Яковлевич
Иван Яковлевич Насакин (не ранее 1746 — пропал без вести в 1798) — генерал-майор, командир 16-го егерского полка (с 29.3.1801 переименован в 15-й егерский, а с 16.8.1863 в Коломенский 119-й пехотный полк).

## Биография
Иван Яковлевич родился в семье комиссара Якова Ивановича Насакина. У Ивана было 5 братьев: Сергей (1765), Иван, Дмитрий, Яков, Гаврила, Сидор.

## Учёба и карьера
Поступил на службу в Преображенский полк.

В 1766 году окончил Пажеский корпус, после чего, совместно с А. Н. Радищевым, А. М. Кутузовым, Челищевым, С. Яновым, А. Рубановским, А. Римским-Корсаковым, Ф. Ушаковым, М. Ушаковым, В. Трубецким, А. Несвицким, В. Н. Зиновьевым был направлен Екатериной II в Германию, в Лейпцигский университет для обучения праву.

26.2.1767 начал учёбу в Лейпциге.
13.7.1767 был допрошен судом Лейпцигского университета по делу его конфликта с инспектором господином майором фон Альтеном Бокумом, произошедшего 19.4.1767.
Н. [Насакин]. Вы меня обидели, и теперь пришел я требовать от вас удовольствия.

Б. [Бокум]. За какую обиду и какое удовольствие?

Н. Вы мне дали пощечину.

Б. Не правда, извольте итти вон.

H. А если не так, то вот она, и другая.

Сие говоря, ударил Н. [Насакин] Бокума и повторил удар
27.2.1771 вернулся из Лейпцига, подал прошение о принятии на государственную службу и получил отказ.

В 1782—1784 классный чиновник: Киевское наместничество, Сорокошицкая пограничная таможня, кассир. Прапорщик.

В 1793—1795 классный чиновник: Симбирское наместничество, Сызрань, в Нижнем Земском суде — заседатель. Губернский секретарь.

17.05.1797 назначен командиром 15-го егерского полка в чине подполковника.

С 21.11.1797 — полковник.

С 31.10.1798 — генерал-майор.

После 1798 года, когда он служил в Керчи, информации о нём более не поступало.

27.11.1798 его полк передали под командование генерала-майора Верёвкина. Спустя несколько лет родственники Насакина признали его пропавшим без вести.

Его жена была одной из первых дарителей вещей для будущего Керченского музея древностей.